# Кірсановка (Тоцький район)
Кірса́новка (рос. Кірсановка) — село у складі Тоцького району Оренбурзької області, Росія.

## Населення
Населення — 1361 особа (2010; 1517 у 2002).
Національний склад (станом на 2002 рік):
- росіяни — 88 %